# قائمة رؤساء مجلس النواب (مصر)
قائمة رؤساء مجلس الشعب المصري السابقين

## في عهدالخديوي إسماعيلباشا
- إسماعيل راغب باشا (25 نوفمبر 1866-24 يناير 1867)
- عبد الله عزت باشا 28 يناير 1868-31 مارس 1870)
- أبو بكر راتب باشا (10 يوليو 1871-6 أغسطس 1871) ثم (26 يناير 1873- 24 مارس 1873)
- عبد الله عزت باشا (7 أغسطس 1876-16 مايو 1877)
- قاسم رسمي باشا (28 مارس 1878-21 أبريل 1878)
- جعفر مظهر باشا (24 أبريل 1878-27 يونيه 1878)
- أحمد رشيد باشا (26 ديسمبر 1878- 10 أبريل 1879)
- حسن رستم باشا (18 مايو 1879-6 يوليو 1879)

## في عهدالخديوي محمد توفيقباشا
- محمد سلطان باشا (18 ديسمبر 1881-26 مارس1882)
- محمد سلطان باشا (19 نوفمبر 1883-18 أغسطس 1884)
- على شريف باشا (7 سبتمبر 1884-22 سبتمبر 1884)
- عمر لطفي باشا (29 نوفمبر 1894-17 يوليو 1899)

## في عهد الخديويعباس حلمي الثاني
- إسماعيل محمد باشا (3 نوفمبر 1899- 7 أبريل 1902)
- عبد الحميد صادق باشا (10 أبريل 1902 -30 يناير 1909)
- الأمير حسين كامل باشا (30 يناير 1909-3 مارس 1910)
- محمود فهمي باشا (11 أبريل 1910-30 يونيو 1913)
- أحمد مظلوم باشا (8 ديسمبر 1913-17 يونيو 1914)

## في عهد الملكفؤاد الأول
- أحمد مظلوم باشا (15 مارس 1924-24 ديسمبر 1924)
- سعد زغلول باشا (24 ديسمبر 1924- 23 مارس 1925) ثم (10 يونيه 1926-22 أغسطس 1927)
- مصطفى النحاس باشا (7 نوفمبر 1927-15 مارس 1928)
- ويصا واصف باشا (20 مارس 1928-18 يوليو 1928) (11 يناير 1930-21 أكتوبر 1930)
- محمد توفيق رفعت باشا (20 يونيه 1931-29 نوفمبر 1934)
- أحمد زيور باشا (23 فبراير 1924-24 يوليو 1924) ثم (25 أكتوبر 1924-24 نوفمبر 1924)
- محمد توفيق نسيم باشا (25 نوفمبر 1924-14 ديسمبر 1925)
- حسين رشدي باشا (23 مايو 1926-16 نوفمبر 1927)
- عدلي يكن باشا (3 يناير 1930-22 أكتوبر 1930)

## في عهد مجلس الوصاية
- أحمد ماهر باشا (23 مايو 1936-1 فبراير 1938)
- محمد توفيق نسيم باشا (11 مايو 1936-12 مايو 1936)
- محمود بسيوني (19 مايو 1936-12 أغسطس 1937) ثم (17 نوفمبر 1937-7 مايو 1938)

## في عهد الملكفاروق الأول
- محمد بهي الدين بركات باشا (12 أبريل 1938-17 نوفمبر 1939)
- عبد السلام فهمي جمعة باشا (10 مارس 1942-14 نوفمبر 1944)
- محمد حامد جودة باشا (18 يناير 1945-6 نوفمبر 1949)
- عبد السلام فهمي جمعة باشا (16 يناير 1950-23 مارس 1952)
- محمد محمود خليل بك (8 مايو 1938-6 مايو 1942)
- علي زكي العرابي باشا (7 مايو 1942-19 ديسمبر 1944)
- محمد حسين هيكل باشا (16 يناير 1945-17 يونيه 1950)
- علي زكي العرابي باشا (17 يونيه 1950-10 ديسمبر 1952)

## في عهد الرئيسجمال عبد الناصر
- عبد اللطيف البغدادي (22 يوليو 1957-4 مارس 1958)
- محمد أنور السادات (21 يوليو 1960-27 سبتمبر 1961) (26 مارس 1964-12 نوفمبر 1968)
- محمد لبيب شقير (20 يناير 1969-14 مايو 1971)

## في عهد الرئيسمحمد أنور السادات
- حافظ بدوي (14 مايو 1971-7 سبتمبر 1971) ثم (11 نوفمبر 1971-22 أكتوبر 1974)
- سيد مرعي (23 أكتوبر 1974-3 نوفمبر 1978)
- صوفي أبو طالب (4 نوفمبر 1978-4 نوفمبر 1983)

## في عهد الرئيسمحمد حسني مبارك
- صوفي أبو طالب (4 نوفمبر 1978-4 نوفمبر 1983)
- محمد كامل ليلة (5 نوفمبر 1983-22 يونيه 1984)
- رفعت المحجوب (23 يونيه 1984- 24 فبراير 1987) ثم (23 أبريل 1987-12 أكتوبر 1990)
- أحمد فتحي سرور (13 ديسمبر 1990-1995) ثم (ديسمبر 1995- 2000) ثم (ديسمبر 2000- 2005) ثم (ديسمبر 2005 حتى 2010) ثم (2010 -2011) (صدر قرار حل المجلس بقرار 3 من القوات المسلحة بعد قيام ثورة 25 يناير)

## في عهد المجلس الأعلى للقوات المسلحة
- محمد سعد الكتاتني (23 يناير 2012-14 يونيو 2012)

## في عهد الرئيسمحمد مرسي
- `محمد سعد الكتاتني (8 يوليو 2012-11 يوليو 2012)

تم حل المجلس قبل تسلم الرئيس محمد مرسي للحكم، ولكن الرئيس أصدر قرارًا جمهوريًا بعودة المجلس لممارسة اختصاصاته، وإجراء انتخابات خلال 60 يوما من إقرار الدستور.

## في عهد الرئيسعبد الفتاح السيسي
- علي عبد العال (10 يناير 2016 - 12 يناير 2021)
- حنفي جبالي (12 يناير 2021 - حتى الآن)